# しあわせ見つけた
しあわせ見つけた（しあわせみつけた）は、TBSラジオ（放送当時は東京放送が運営）で1973年4月～1985年3月に毎週月曜～金曜の午前ワイド（『こんちワ近石真介です』など）に内包される形で放送された10分一話完結のラジオドラマ。花王石鹸（現・花王）の一社提供。

## 概要
毎回リスナーからの投稿にて寄せられた体験談を元にラジオドラマ化し、共に俳優の名古屋章と岩崎加根子が老い若いを問わず幅広い年代の夫婦（あるいはカップル）を演じるほのぼのとしたタッチの番組。オープニング・エンディングでは丘灯至夫作詞、いずみたく作曲、由紀さおり歌唱による当番組と同題のテーマ曲が流れ（EDはインストのみ。CD化はされていない模様）、『小沢昭一の小沢昭一的こころ』同様TBSアナウンサー（当時）の藤田恒美がクレジット読みを担当した。

## 補足
- 名古屋のCBCラジオでは当番組を月～金10:50（JST）からの独立番組として放送していたが、1984年頃に突然ネットを打ち切り、引き続き花王石鹸提供による自社制作の情報番組『花王・奥さまメモかると』（いわゆる企画ネット番組）に切り替えた。
- 福岡のRKBラジオでも月～金11:10から『ほがらかウィークリー』に内包される形で放送されていた。